# Hypocaccus iris
Hypocaccus iris är en skalbaggsart som först beskrevs av Henry Clinton Fall 1919.  Hypocaccus iris ingår i släktet Hypocaccus och familjen stumpbaggar. Inga underarter finns listade i Catalogue of Life.